# Eulophus boeotus
Eulophus boeotus är en stekelart som beskrevs av Walker 1839. Eulophus boeotus ingår i släktet Eulophus och familjen finglanssteklar. Inga underarter finns listade i Catalogue of Life.